# Písničky a povídání ze Semaforu (1977)
Písničky a povídání ze Semaforu (1977) je výběrové album Semaforu. Obsahuje šest písniček a šest scének či monologů z historie divadla, je ale celá nahrána v prosinci roku 1976 ve studiu pražského Smetanova divadla. Sleeve-note napsal Jan Kolář.

## Písničky
1. Kdo na slepičku volá pipi (Jiří Šlitr / Jiří Suchý) – 1:18
2. Ať žije velryba! (Jiří Suchý) – 3:46
3. Mušketýr (Jiří Šlitr / Jiří Suchý) – 2:58
4. Náš dům je jedna rodina (Jiří Suchý) – 2:50
5. Střela (Jiří Suchý) – 2:56
6. Podivná hodina v Los Angeles (Jiří Šlitr / Jiří Suchý) – 5:22
7. Kankán to je lev (Ferdinand Havlík / Jiří Suchý) – 1:47
8. Kočky (Jiří Suchý) – 1:22
9. Dobré rady (Jiří Suchý) – 2:13
10. Čepice s kšiltem (Jiří Suchý) – 2:24
11. Mravenci (Jiří Suchý) – 4:36
12. Bomba na klíně (Ferdinand Havlík / Jiří Suchý) – 5:36

## Účinkují

### Zpívají
- Jiří Suchý – 1, 3, 6, 9, 12
- Jitka Molavcová – 1
- sbor divadla Semafor – 6, 7

### Hovoří
- Jiří Suchý – 2, 8, 10, 11
- Jitka Molavcová – 4, 5, 10

Hraje Orchestr Ferdinanda Havlíka.